# Манжеліївська волость
Манжеліївська волость — адміністративно-територіальна одиниця Кременчуцького повіту Полтавської губернії з центром у селі Манжелія.
Деякі поселення волості станом на 1890 рік:
- село Манжелія;
- село Броварки;
- село Григорівка;
- село Ламане;
- село Миколаївка;
- село Попівка;
- село Троїцьке.

Старшинами волості були:
- 1900 року Мусій Антонович Мочульський[1];
- 1904 року Олексій Кармазін[2];
- 1913 року Яків Пилипович Губрієнко[3];
- 1915 року Василь Андрійович Цесаренко[4].

## Населені пункти волості
Найважливіші поселення за описом 1885 року:
- Манжелія - містечко при річці Псел, дворів - 371, жителів - 1900, волосне правління, церковно-парафіяльна школа, 2 постоялих двори, 4 лавки, 2 ярмарки, 2 водяних та 24 вітряних млина;
- Броварки - село при річці Псел, дворів - 154, жителів - 890, православна церква, постоялий двір, 4 вітряні млини;
- Григор'ївка (Прусівка) - село при річці Манжелія (Манжелійка), дворів - 42, жителів - 349, православна церква, постоялий двір;
- Ламане - село при річці Псел, дворів - 150, жителів - 931, православна церква, 2 постоялих двори, 2 ярмарки, 3 водяних та 14 вітряних млина;
- Попівка - село при річці Хорол та Псел, дворів - 142, жителів - 1039, православна церква, постоялий двір, 14 вітряних млини;
- Троїцьке - село при річці Манжелія (Манжелійка), дворів - 165, жителів - 928, православна церква, лавка, 1 водяний та 13 вітряних млини;